# ريتشي ديفيس
ريتشي ديفيس (بالإنجليزية: Richard Peter Davis)‏ هو موسيقي أمريكي، ولد في 30 ديسمبر 1957 في شيكاغو في الولايات المتحدة.

## وصلات خارجية
- الموقع الرسمي
- ريتشي ديفيس على موقع IMDb (الإنجليزية)
- ريتشي ديفيس على موقع ميوزك برينز (الإنجليزية)
- ريتشي ديفيس على موقع قاعدة بيانات الفيلم (الإنجليزية)